# Masdevallia martiniana
Masdevallia martiniana är en orkidéart som beskrevs av Carlyle August Luer. Masdevallia martiniana ingår i släktet Masdevallia och familjen orkidéer. Inga underarter finns listade i Catalogue of Life.